# U.S. Fire Arms Manufacturing Company
A United States Fire-Arms Manufacturing Company, Inc. (U.S. Fire Arms Mfg. Co., USFA) era uma empresa privada de fabricação de armas de fogo com sede em Hartford, Connecticut entre 1993 e 2017.

## Visão geral
Até 2011, a U.S. Fire Arms Mfg. Co. era conhecida por produzir revólveres de ação simples, que eram clones do revólver Colt Single Action Army. A fábrica estava localizada no espaço conhecido como: "Under the Blue Dome", no edifício "East Armory" do antigo complexo "Colt Armory", onde a Colt's Manufacturing Company produzia muitas de suas armas de fogo clássicas no final do século XIX e início do século XX.
Em 2011, a empresa interrompeu a produção de réplicas de revólveres Colt  e se renomeou publicamente como ZiPFactory.com, com base em sua arma de fogo titular USFA ZiP .22. A empresa foi formalmente dissolvida em janeiro de 2017, e a empresa foi a última fabricante de armas de fogo no "Colt's Armory Complex". O local agora está buscando o status de marco histórico.

## Histórico
A U.S. Fire Arms Mfg. Co. costumava manter uma "Loja Personalizada do Antigo Arsenal", que produzia armas de fogo personalizadas sob encomenda. Essas armas de fogo apresentavam materiais e técnicas tradicionais caros, como gravura ou entalhe manual, incrustações de ouro, damasco, endurecimento, polimento e revestimento de metal fino, ou outro acabamento.
A USFA era a única empresa de armas de fogo ainda fabricando na cidade de Hartford, Connecticut, quando fechou em 2011. Devido às limitações de espaço, a empresa construiu um local de produção adicional fora do Blue Dome para acomodar suas máquinas CNC.
A USFA teve um papel ativo na política de armas de fogo nos Estados Unidos e emitiu uma declaração sobre a decisão do tribunal Distrito de Columbia v. Heller sobre a interpretação da Segunda Emenda.
Em 2011, a USFA abandonou sua produção de réplicas de revólver Colt e passou a fabricar exclusivamente sua pistola ZiP .22. A ZiP .22 provou ser uma arma de fogo não confiável e não gerou demanda do consumidor. Como resultado, a USFA agora está fora do mercado.

## Produtos

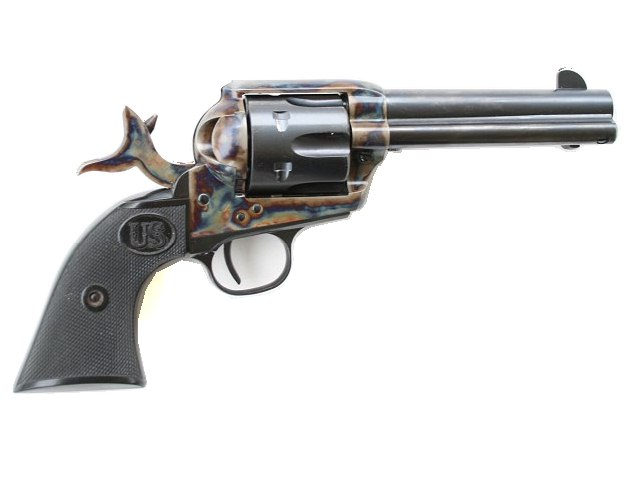
Um exemplar do "USFA Single Action Army" engatilhado e pronto para disparar.

A USFA era mais conhecida por produzir armas de fogo baseadas no revólver Colt Single Action Army, na pistola semiautomática Colt M1911 e em rifles como o Colt Lightning Carbine.

## Exibições
Até 1º de janeiro de 2009, as armas da USFA eram exibidas na exposição "Guns West!" no próprio "National Firearms Museum" da National Rifle Association. Um revólver réplica do "Single Action Army" da USFA foi dado pelo vice-presidente dos Estados Unidos, Dick Cheney, ao "Buffalo Bill Historical Center" em Cody, Wyoming.
O estande da USFA na SHOT Show de 2007 em Orlando, Flórida, relembrou uma exibição ocorrida em 1876 na Filadélfia, PA a Centennial Exhibition, no mesmo mês que George Armstrong Custer morreu em Little Bighorn.

## Uso em filmes
O especialista em armas de fogo de Hollywood, Thell Reed, selecionou a USFA para fornecer revólveres para vários filmes nos quais serviu como armeiro-chave:
- 3:10 to Yuma (2007)
- The Assassination of Jesse James by the Coward Robert Ford
- Shanghai Noon (2000)